# Therenia rosei
Therenia rosei är en mossdjursart som beskrevs av Berning, Tilbrook och Rosso 2008. Therenia rosei ingår i släktet Therenia och familjen Escharinidae. Inga underarter finns listade i Catalogue of Life.